# Vinan draselný
Vinan draselný je draselná sůl kyseliny vinné. Někdy je zaměňován s hydrogenvinanem draselným; společně s ním se používá jako přídatná látka v potravinách (tyto látky mají souhrnný kód E 336).

## Výroba
Vinan draselný se vyrábí reakcí kyseliny vinné s vinanem draselno-sodným a síranem draselným, po reakci následuje filtrace, čištění, srážení a sušení.

## Podobné sloučeniny
- hydrogenvinan draselný
- vinan draselno-sodný
- vinan antimonito-draselný - vyrábí se zahříváním oxidu antimonitého s vinanem draselným a používá se jako emetikum